# Liste mexikanischer Staaten
Die Vereinigten Mexikanischen Staaten (spanisch Estados Unidos Mexicanos) – oder einfach nur Mexiko (spanisch México) – bestehen aus 31 Bundesstaaten (spanisch Estados), die jeweils von einem Gouverneur geleitet werden, sowie aus der Stadt Mexiko-Stadt (spanisch Ciudad de México, bis 2016 offiziell Distrito Federal, Bundesdistrikt), die die Hauptstadt des Landes bildet und von einem Regierungschef (spanisch Jefe de Gobierno) angeführt wird.

## Liste
| Karte | Staat               | Einwohner                                             | Fläche     | Wissenswertes |
| ----- | ------------------- | ----------------------------------------------------- | ---------- | --- |
|       | México              | 16992418 (mexiquenses)                                | 21355 km²  | Die Aztekenstadt Tenochtitlán (Nahuatl, „Stadt des Ténoch“ bzw. „Stadt des Steinkaktus“) war vom 14. bis Anfang des 16. Jahrhunderts die Hauptstadt des Reiches der Azteken, bis sie durch die spanischen Konquistadoren erobert und zerstört wurde. |
|       | Mexiko-Stadt        | 9209944 (defeños, chilangos, mexiqueños, capitalinos) | 1479 km²   | Mexiko-Stadt (spanisch Ciudad de México) ist die Hauptstadt der Vereinigten Mexikanischen Staaten. Sie bildete bis 2016 einen bundesunmittelbaren Hauptstadtbezirk und gehört auch heute zu keinem Bundesstaat, sondern bildet eine eigene Verwaltungseinheit auf derselben Ebene. Sollte eine andere Stadt Hauptstadt der Vereinigten Mexikanischen Staaten werden, würde Mexiko-Stadt zu einem Bundesstaat mit dem Namen Valle de México umgewandelt werden. |
|       | Jalisco             | 8348151 (jaliscienses)                                | 80386 km²  | In der vorkolonialen Zeit war Jalisco der Name eines Königreiches der Chimalhuacán-Konföderation, die mit den Azteken freundliche Beziehungen unterhielt. |
|       | Veracruz            | 8062579 (veracruzanos)                                | 71699 km²  | Die Stadt Veracruz (span. „wahres Kreuz“) stammt von der ältesten spanischen Siedlung auf dem amerikanischen Festland ab: Villa Rica de la Vera Cruz, 1519 von Hernán Cortés gegründet. |
|       | Puebla              | 6583278 (poblanos)                                    | 33902 km²  | Die Stadt Puebla wurde 1531 als Puebla de los Angeles gegründet, um die Handelsstraße zwischen Veracruz und Mexiko-Stadt zu kontrollieren. |
|       | Guanajuato          | 6166934 (guanajuatenses)                              | 30491 km²  | Aufgrund des hohen Silbervorkommens war Guanajuato, nach Zentralmexiko und der Küste des Golfs von Mexiko, eines der ersten Gebiete, die von den Spaniern in den 1520er Jahren kolonisiert wurden. Noch heute zählen die Silberminen zu den produktivsten der Welt. |
|       | Nuevo León          | 5784442 (regiomontanos)                               | 64924 km²  | Hauptstadt und einziges Ballungszentrum von Bedeutung in Nuevo León („Neues Leon“) ist Monterrey. Wegen seiner Entfernung von den kolonialen und nationalen Zentren war Monterrey von verschiedenen Konflikten in der Geschichte Mexikos nur schwach betroffen. |
|       | Chiapas             | 5543828 (chiapanecos)                                 | 75634 km²  | Chiapas weist eine der größten Arten- und Naturvielfalten der Welt auf. In Chiapas liegen bedeutende Maya-Ruinenstätten, unter anderem Palenque, Bonampak und Yaxchilán. |
|       | Michoacán           | 4748846 (michoacanos)                                 | 59864 km²  | Michoacán („Ort der Fischbesitzer“) war der mächtigste Staat der Purépecha, die den Azteken eine ebenbürtige Konkurrenz waren und mit ihnen meist in Konflikt standen. |
|       | Oaxaca              | 4132148 (oaxaqueños)                                  | 93952 km²  | Während einer kurzen Periode aztekischer Herrschaft über Zapoteken und Mixteken wurde 1486 die Siedlung Huaxyacac gegründet – wörtlich: „die mit den Früchten in der Nase“. |
|       | Baja California     | 3769020 (bajacalifornianos)                           | 69921 km²  | In Baja California wurde 1996 ein 100.000 m² großes Gebiet zum bis dahin größten Filmstudio der amerikanischen Westküste umgebaut. Dort wurden große Teile von James Camerons Film Titanic gedreht. |
|       | Chihuahua           | 3741869 (chihuahuenses)                               | 244938 km² | Der Name ist Nahuatl und bedeutet ungefähr „trockener und sandiger Ort“. Der Chihuahua ist die kleinste Hunderasse der Welt. |
|       | Guerrero            | 3540685 (guerrerenses)                                | 63794 km²  | Der Staat ist benannt nach Vicente Guerrero, einem Volkshelden und Anführer der Rebellen während der letzten Jahre des mexikanischen Unabhängigkeitskrieges (1810–1821). |
|       | Tamaulipas          | 3527735 (tamaulipecos)                                | 79384 km²  | Aufgrund der langen Grenze zu Texas ist der Grenzverkehr sehr bedeutend. In den Grenzstädten Nuevo Laredo, Reynosa und Matamoros finden sich auch viele Maquiladoras (aus den USA ausgelagerte Industriebetriebe). |
|       | Coahuila            | 3146771 (coahuilenses)                                | 149982 km² | Coahuila – oder Coahuila de Zaragoza – liegt an der Grenze zu Texas, die der Rio Grande in einem weiten Bogen bildet. Die Grenze ist insgesamt 512 km lang. |
|       | Hidalgo             | 3082841 (hidalguenses)                                | 20813 km²  | Hidalgo ist benannt nach Miguel Hidalgo, der mit seinem Grito de Dolores („Aufschrei von Dolores“) den Unabhängigkeitskampf Mexikos initiiert hatte. |
|       | Sinaloa             | 3026943 (sinaloenses)                                 | 58328 km²  | Die wichtigsten Städte sind die Hauptstadt Culiacán, Mazatlán, ein beliebtes Reiseziel für Touristen aus den USA, und Los Mochis im Norden des Staats. |
|       | Sonora              | 2944840 (sonorenses)                                  | 182052 km² | Der Staat hat Anteil an der Sonora-Wüste, der trockensten Wüste des nordamerikanischen Kontinents, die auch in die benachbarten US-Bundesstaaten Arizona und New Mexico übergreift. |
|       | San Luis Potosí     | 2822255 (potosinos)                                   | 63068 km²  | Der Bundesstaat San Luis Potosí liegt in der nördlichen Mitte Mexikos. |
|       | Tabasco             | 2402598 (tabasqueños)                                 | 25267 km²  | Obwohl der Name Tabasco auch der Name des Bundesstaates ist, wurde die Tabasco-Pflanze zuerst im US-Bundesstaat Louisiana in großem Rahmen angebaut, um die Tabascosauce herzustellen. |
|       | Querétaro           | 2368467 (queretanos)                                  | 11449 km²  | Die Menschen leben hauptsächlich von Viehwirtschaft; die Gegend um die Hauptstadt ist stark industrialisiert. |
|       | Yucatán             | 2320898 (yucatecos)                                   | 38402 km²  | Yucatán nimmt den nordwestlichen Teil der gleichnamigen Halbinsel ein. Hier befinden sich einige der bedeutendsten Maya-Ruinenstätten wie Chichén Itzá oder Uxmal. |
|       | Morelos             | 1971520 (morelenses)                                  | 4950 km²   | Benannt wurde der Bundesstaat nach José María Morelos, einem Helden des Unabhängigkeitskrieges. Dank seiner klimatisch günstigen Lage liegen in Morelos viele Kurorte. Morelos ist auch der Heimatstaat von Emiliano Zapata. |
|       | Quintana Roo        | 1857985 (quintanarroenses)                            | 50212 km²  | Größte und bekannteste Stadt ist Cancún. Quintana Roo wurde benannt nach Andrés Quintana Roo, einem Freiheitsdichter. Dank seiner Lage an der Karibikküste ist der Tourismus sehr bedeutend, die Gegend wird als Riviera Maya vermarktet. |
|       | Durango             | 1832650 (duranguenses)                                | 123181 km² | Die spanischen Conquistadores benannten ihn nach der spanischen Stadt Durango in Vizcaya (Baskenland). Er besteht hauptsächlich aus dem wüsten Bergland der westlichen Sierra Madre. |
|       | Zacatecas           | 1622138 (zacatecanos)                                 | 73252 km²  | Zacatecas besteht größtenteils aus Wüstensteppe, die schon den Übergang zur nordamerikanischen Prärie bildet. |
|       | Aguascalientes      | 1425607 (aguascalentenses)                            | 5589 km²   | Der Bundesstaat wurde 1835 aus nicht ganz nachvollziehbaren Gründen geschaffen – die Legende will von einem Kuss der Frau des Bürgermeisters von Aguascalientes auf die Wange des damaligen Diktators Antonio López de Santa Ana wissen. |
|       | Tlaxcala            | 1342977 (tlaxcaltecas)                                | 4016 km²   | Vor Ankunft der Spanier war Tlaxcala ein unabhängiger Staat, der mit den Azteken ständig Krieg führte. Bei den „Blumenkriegen“ der Azteken gegen ihre Nachbarn ging es darum, möglichst viele Kriegsgefangene zu machen, um sie den Göttern opfern zu können. Die am nächsten liegenden Tlaxcalteken waren davon am meisten betroffen, so nahmen sie die Spanier nach einigen Gefechten schließlich mit offenen Armen auf.                                     |
|       | Nayarit             | 1235456 (nayaritas)                                   | 26979 km²  | In diesem Staat liegt die kleine Sumpfsiedlung Mexcaltitán, die gelegentlich für die Urheimat der Azteken gehalten wird. |
|       | Campeche            | 928363 (campechanos)                                  | 50812 km²  | Der Staat wurde in präkolumbischer Zeit von den Maya geprägt, deren bedeutendste Ruinenstätte in diesem Staat Edzná ist. Im Südosten, an der Grenze zu Quintana Roo, liegen die Ruinen der Río-Bec-Gruppe (die größte davon Xpujil), deren hervorstechendstes Merkmal sogenannte „Scheinpyramiden“ sind. |
|       | Baja California Sur | 798447 (sudcalifornianos)                             | 73475 km²  | 1974 wurde vom Bundesstaat Baja California die südliche Hälfte abgetrennt und als eigener Bundesstaat Baja California Sur eingerichtet. Klimatisch handelt es sich um eine der niederschlagsärmsten Regionen der Welt. |
|       | Colima              | 731391 (colimenses)                                   | 5191 km²   | Die Herkunft des Namens ist unklar. Neuere Forschungen weisen darauf hin, dass Colima von Nahuatl acolman kommt, was so viel bedeutet wie „Ort, wo sich das Wasser windet“ oder „Ort, den der Fluss durchquert“. Der bekannteste Ort ist das Seebad Manzanillo. |